# Desmoptera irianica
Desmoptera irianica är en insektsart som beskrevs av Kevan, D.K.M. 1982. Desmoptera irianica ingår i släktet Desmoptera och familjen Pyrgomorphidae. Inga underarter finns listade i Catalogue of Life.